# Tošio Kató
Tošio Kató (japonsky: 加藤 敏夫; 25. srpna 1917 Kanuma, prefektura Točigi, Japonsko – 2. října 1999 Oakland, Kalifornie, USA) byl japonský matematik. Zabýval se především parciálními diferenciálními rovnicemi, funkcionální analýzou a matematickou fyzikou. V roce 1980 získal Wienerovu cenu za aplikovanou matematiku.

## Život
Tošio Kató se narodil 25. srpna 1917 ve městě Kanuma v prefektuře Točigi. Před druhou světovou válkou zahájil studium fyziky na Tokijské univerzitě, kde první stupeň ukončil v roce 1941. Druhá světová válka však znemožnila jeho další studium a její zbytek strávil ve špatných podmínkách prací na venkově. Během tohoto období několikrát bojoval o život a onemocněl i tuberkulózou.
Po druhé světové válce Kató pokračoval na doktorském studiu, které ukončil v roce 1951, kdy také začal učit na Tokijské univerzitě. V letech 1954 až 1955 poprvé navštívil Spojené státy, přičemž jistý čas strávil i na Kalifornské univerzitě v Berkeley. V roce 1958 se stal profesorem fyziky na Tokijské univerzitě a v roce 1962 se díky pozvání Františka Wolfa stal profesorem matematiky v Berkeley, kde setrval až do odchodu do důchodu v roce 1988. S vědeckou činností však pokračoval i poté. Zemřel 2. října 1999 na náhlé selhání srdce.

## Práce
Tošio Kató věnoval pravděpodobně největší část svého tvůrčího života studiu metod funkcionální analýzy (přesněji teorii operátorů a spektrální teorii) a jejich využití v kvantové mechanice. Považuje se za zakladatele moderní teorie Schrödingerova operátoru, zabýval se však i spektrální teorií dalších operátorů vyskytujících se v kvantové mechanice. V roce 1966 vydal knihu Perturbation theory for linear operators, která je v této oblasti široce uznávána.
Zabýval se i parciálními diferenciálními rovnicemi, především dosáhl několika důležitých výsledků v souvislosti s Navierovy–Stokesovy rovnice, která se využívá v mechanice tekutin a také Kortewegovy-de Vriesovy rovnice na popis vlnění na mělké vodě. Zabýval se i zářením gama.